# Live in Paramount Seattle
Live in Paramount Seattle è il primo album live di Long John Baldry, pubblicato nel 1972.